# Månelanding
Månelandingen 20. juli 1969 kl. 21:17 dansk tid var en utrolig teknologisk bedrift, hvor man for første gang landsatte et bemandet fartøj på Månen. Den 21. juli kl. 03:56 dansk tid (20. juli kl. 21:56 Houstontid) satte det første menneske sin fod på Månen.

## Optakt
Optakten til månelandingen var et løfte fra USA's præsident John F. Kennedy i starten af 1960'erne. Efter at rumkapløbet mellem USSR og USA var gået i gang var rumfartsteknologien udviklet med stor hast – og det var af politiske årsager vigtigt, hvorvidt det var USSR eller USA, der først kom til Månen og vandt rumkapløbet. Det var naturligvis også for at demonstrere, hvem der var den anden part teknologisk overlegen.
I 1969 landsatte amerikanske NASA Neil Armstrong på Månen og med ordene “Et lille skridt for et menneske, men et stort for menneskeheden” afsluttede Armstrong månekapløbet, men han havde også taget det første skridt i et nyt kapitel for menneskeheden og teknologien.

## Landingen
Efter tre dages rejse ankom Neil Armstrong og hans mandskab på Apollo 11-missionen til Månen. Efter landingen trådte astronauterne ud, og der blev bl.a. taget billeder og optaget film. Ved landingsstedet placerede de et amerikansk flag.

## Flere månelandinger
Frem til 1972 foretog NASA yderligere fem bemandede månelandinger. Siden har der ikke været mennesker på Månen. Astronauterne fra dengang bragte store mængder månesten og andre prøver fra overfladen med hjem. Yderligere selenologiske analyser er blevet og bliver foretaget af satellitter.
Den seneste månelander er Kinas Chang'e 5, der landede den 1. december 2020. Chang'e 5 skal opsamle materiale fra Månen og bringe dette tilbage til Jorden for første gang siden 1976, hvor den sovjetiske Lunar 24 bragt 170 g månemateriale tilbage til Jorden.